# Riccia atlantica
Espèce
Statut de conservation UICN

 CR  : 
En danger critique
Riccia atlantica est une espèce de plantes de la famille des Ricciaceae endémique de Madère au Portugal.